# Suthaliya
Suthaliya é uma cidade e uma nagar panchayat no distrito de Rajgarh, no estado indiano de Madhya Pradesh.

## Demografia
Segundo o censo de 2001, Suthaliya tinha uma população de 7601 habitantes. Os indivíduos do sexo masculino constituem 53% da população e os do sexo feminino 47%. Suthaliya tem uma taxa de literacia de 50%, inferior à média nacional de 59.5%: a literacia no sexo masculino é de 62% e no sexo feminino é de 37%. Em Suthaliya, 18% da população está abaixo dos 6 anos de idade.